# 野々口駅
野々口駅（ののくちえき）は、岡山県岡山市北区御津野々口にある、西日本旅客鉄道（JR西日本）津山線の駅である。

## 歴史

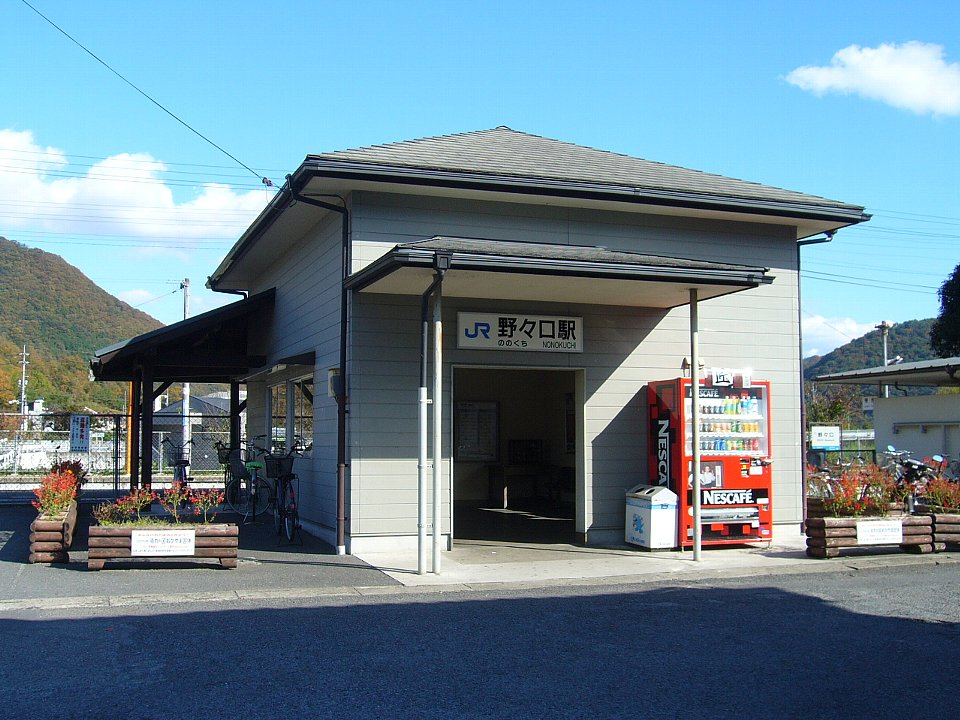
旧駅舎（2006年11月）

- 1898年（明治31年）12月21日：中国鉄道本線（現・津山線）開業と同時に設置[1]。
- 1944年（昭和19年）6月1日：中国鉄道鉄道部門が国有化され、国有鉄道津山線の駅となる[1]。
- 1962年（昭和37年）3月1日：貨物取扱廃止[1]。
- 1983年（昭和58年）3月1日：荷物扱い[1]。駅員無配置駅となる[2]。
- 1987年（昭和62年）4月1日：国鉄分割民営化により、JR西日本の駅となる[1]。
- 2020年（令和2年）2月8日：新駅舎の供用開始。

## 駅構造

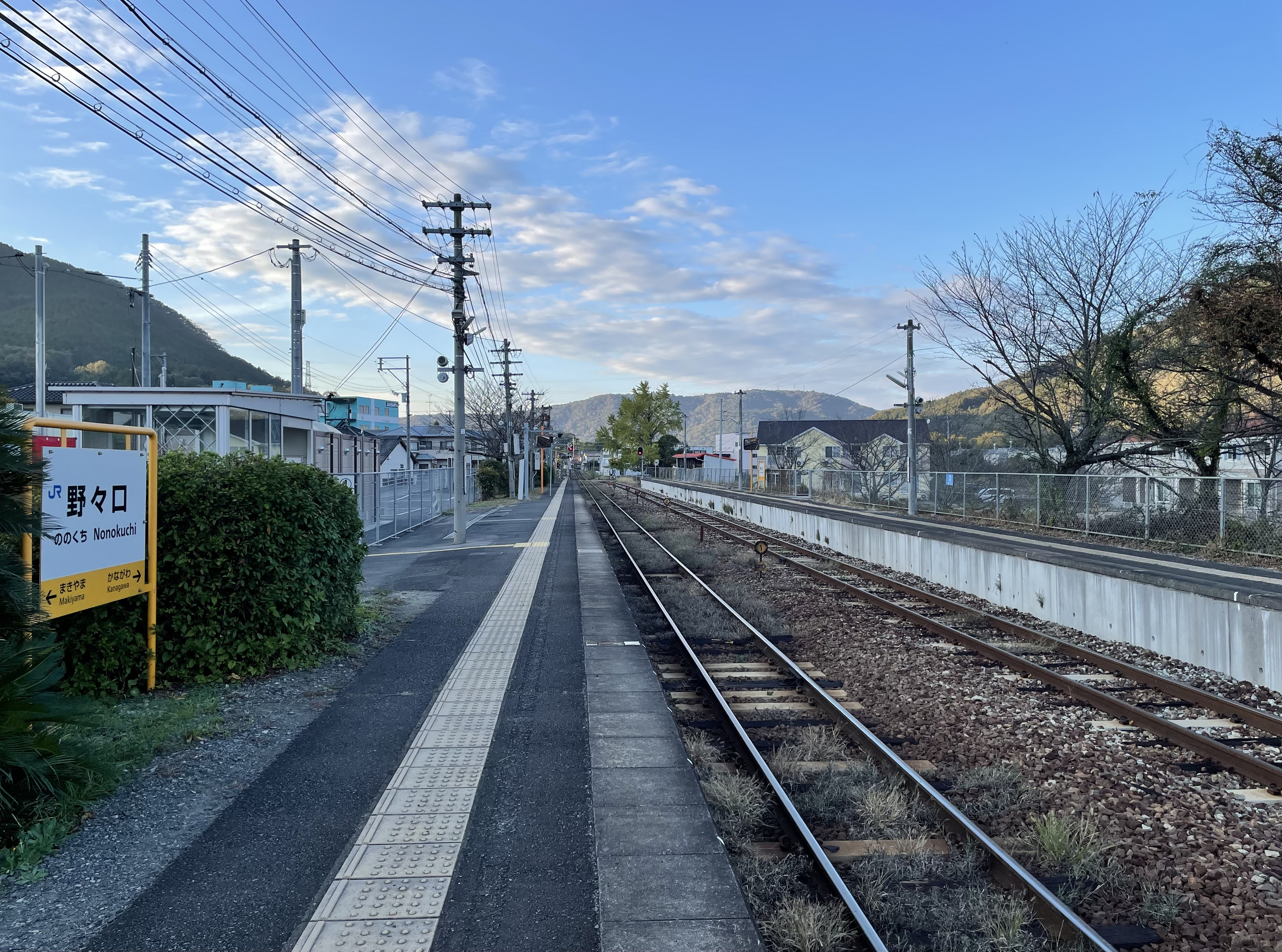
構内（2023年11月）

相対式ホーム2面2線を有し、行違い設備を有する地上駅。駅舎はあるものの、岡山駅管理の無人駅となっている。国鉄末期に合理化のため棒線化されたが、津山線の高速化事業により交換設備が復活した（駅舎のある下り側1番線を上下本線、反対の上り側2番線を上下副本線とした一線スルー）。互いのホームは構内踏切で連絡している。
2019年12月頃より新駅舎建設のため、便所の解体が行われ、便所の跡地に新駅舎を建設した。新駅舎完成後、旧駅舎（かつての駅舎を一部取り壊して小型化されたものだった）の解体が行われた。
新駅舎は、待合所を備えた簡易的な駅舎である。反対側のホームには待合室がある。新駅舎完成後、隣接して便所が整備された。

### のりば
| のりば | 路線   | 方向 | 行先           |
| ------ | ------ | ---- | -------------- |
| 1・2   | 津山線 | 上り | 福渡・津山方面 |
| 1・2   | 津山線 | 下り | 岡山行き       |

付記事項
- 全通過列車と、行違いの無い停車列車は、上下線問わず1番のりばに停車または通過する。
- 反対方向からの通過列車と行違いを行う停車列車は、上下線共に2番のりばに停車する。
- 停車列車同士の行違いの場合は、津山方面行き（上り）が1番のりば、岡山行き（下り）が2番のりばに入る。
- 平日と土曜日には1本のみ当駅始発岡山行が存在する（逆に当駅止まりの列車は無い）。この列車は2番のりばから発車する。合理化のため、2022年3月12日をもって廃止された。[4]

## 利用状況
1日の平均乗車人員は以下の通り。
| 乗車人員推移 | 乗車人員推移 |
| 年度         | 1日平均人数  |
| ------------ | ------------ |
| 1999         | 210          |
| 2000         | 200          |
| 2001         | 179          |
| 2002         | 167          |
| 2003         | 154          |
| 2004         | 157          |
| 2005         | 152          |
| 2006         | 143          |
| 2007         | 121          |
| 2008         | 135          |
| 2009         | 123          |
| 2010         | 123          |
| 2011         | 118          |
| 2012         | 112          |
| 2013         | 112          |
| 2014         | 121          |
| 2015         | 125          |
| 2016         | 147          |
| 2017         | 145          |
| 2018         | 140          |
| 2019         | 134          |
| 2020         | 114          |
| 2021         | 104          |

## 駅周辺
- カバヤ食品本社・岡山工場
- ダイシン電機本社工場
- 御津野々口郵便局
- 岡山市立御津南小学校
- 国道53号
- 岡山県道81号東岡山御津線
- 岡山県道218号玉柏野々口線

## 隣の駅
西日本旅客鉄道（JR西日本）
 津山線
■快速「ことぶき」（上り1本）
金川駅 ← 野々口駅 ← 法界院駅
■快速「ことぶき」（下り1本）・■普通
金川駅 - 野々口駅 - 牧山駅